# يحيى بن يوسف التاذفي
يحيى بن يوسف بن عبد الرحمن التاذفي الحنبلي أبو المكرام، سبط بن عبد البر بن الشحنة، نظام الدين. قاض، له نظم قليل، ومخطوطته المسماة (تبث) اشتراها سعد محمد حسن في القاهرة في 21 ورقة كتبها لنفسه بخطه، يتضمن مروياته باسانيدها، وينتهي كل سماع بتوقيع شيخه يوسف بن شاهين، سبط ابن حجر. ولد في حلب سنة 871هـ - 1466 م، وتفقه بها وبمصر، وناب عن أبيه في قضاء الحنابلة بحلب، ثم استقل بعد وفاته سنة 900، ولما احتل الترك العثمانيون البلاد سنة 922 ذهب إلى دمشق، ومنها إلى مصر، فولي بها نيابة قضاء الحنابلة، وتوفي فيها سنة 959هـ - 1552 م.